# Имало едно време едно студио
„Имало едно време едно студио“ (на английски: Once Upon a Studio) е американско игрално-анимационен кросоувър фантастичен комедиен късометражен филм от 2023 г., продуциран от Уолт Дисни Анимейшън Студиос в чест на 100-годишнината на Уолт Дисни Къмпани. Написан и режисиран от Дан Ейбрахам и Трент Кори, филмът е издаден от Уолт Дисни Пикчърс на 16 октомври 2023 г. Във филма героите на Дисни оживяват от картини, окачени по стените на сградата за анимация „Рой Е. Дисни“ след края на обичайния работен ден. Художественият стил на късометражния филм съчетава компютърна графика, традиционна анимация и действие на живо и включва герои от по-голямата част от творбите на студиото, направени до този момент, включително всичките 62 пълнометражни филма (включително предстоящия към онзи момент Желание), множество късометражни филми и някои игрални филми на Дисни, включващи анимация, продуцирана от студиото, като Нежеланият дракон (1941), Мери Попинз (1964), Дръжки за легла и метли (1971) и Драконът на Пити (1977). Филмът е посветен на паметта на Бърни Матинсън, най-дългогодишният служител на компанията, който има епизодична роля в късометражния филм и умира осем месеца преди излизането му.
Премиерата на Имало едно време едно студио се състои на международния фестивал на анимационния филм „Анси“ на 11 юни 2023 г., и се излъчва по ABC на 15 октомври 2023 г. заедно с телевизионната премиера на Енканто. Късометражния филм е добавен в Дисни+ и Хулу на 16 октомври 2023 г., който е също излъчен по Дисни Ченъл.

## Сюжет
В деня, в който Уолт Дисни Анимейшън Студиос в Бърбанк, Калифорния навършва 100 години, служителите от студиото напускат в края на работния си ден. Стажантка разговаря с Бърни Матинсън за студиото, което навършва 100 години, като Матинсън желае стените да могат да говорят.
В студиото желанието на Матинсън се сбъдва: Мики Маус оживява и се обажда на Камбанка (Питър Пан). Мики я пита дали всички служители са излезли от сградата, при което тя кима. Развълнувани, Мики и Мини Маус изскачат от картините, като Мини кара много от героите от филмографията на студиото да се срещнат във фоайето. Докато всички се подготвят, Мики се приближава до снимка на съоснователя на студиото Уолт Дисни и в личен момент му благодари.
Всички герои излизат навън, за да направят групова снимка за 100-годишнината с Мики, който ги събира. Гуфи обаче случайно пада от стълбата и чупи камерата. Всички натъжени тръгват, тъй като груповата снимка е отменена. Точно тогава Алън от долината (Робин Худ) свири „When You Wish Upon a Star“ на лютнята си, към който се присъединиват Скат Котак (Аристокотките) на тромпета си и Мирабел Мадригал (Енканто) със своя акордеон като Хати младши (Книга за джунглата) издава тръбен звук. След това други герои се редуват да пеят. Метлите от Фантазия помитат парчета от останките от камерата на Гуфи, майстор Феликс (Разбивачът Ралф) поправя камерата, Херкулес връща стълбата на място, а Феята Кръстница (Пепеляшка) използва своята магия, за да помогне на Гуфи нагоре по стълбата, докато настройва камерата за снимката. Докато останалата част от тълпата герои завършват песента и позират за груповата снимка, Камбанка използва пръчката си, за да съпостави кройката с готовата снимка.

## Актьорски състав
- Бърни Матисън – себе си[8]
- Реника Уилямс – стажантка на Дисни

### Озвучаващ състав
- Скот Адсит – Беймакс (Героичната шесторка)
- Тони Анселмо – Доналд Дък
- Акуафина – Сису (Рая и последният дракон)
- Джейсън Бейтман – Ник Уайлд (Зоотрополис)
- Кристен Бел – Ана[8] (Замръзналото кралство)
- Джоди Бенсън – Ариел[9] (Малката русалка)
- Роби Бенсън – Звяра (Красавицата и Звяра)
- Рави Кабот-Койнерс – Антонио Мадригал (Енканто)
- Грифън Кембъл – Пинокио (Пинокио)
- Аули'и Кравальо – Ваяна (Смелата Ваяна)
- Джим Къмингс – Мечо Пух и Тигъра
- Ариана Дебос – Аша[8] (Желание)
- Крис Диамантополос – Мики Маус
- Ричард Епкар – Малкият Джон (Робин Худ)
- Бил Фармър – Гуфи[8] и Плуто
- Кийт Фъргюсън – Принц Чаровен (Пепеляшка)
- Сантино Фонтана – Ханс (Замръзналото кралство)
- Джош Гад – Олаф[10] (Замръзналото кралство)
- Джинифър Гудуин – Джуди Хопс[8] (Зоотрополис)
- Джонатан Гроф – Кристоф[8] (Замръзналото кралство)
- Дженифър Хейл – Пепеляшка
- Джес Харнел – Скатъл (Малката русалка)
- Том Хълс – Квазимодо (Гърбушкото от Нотр Дам)
- Джеръми Айрънс – Скар[8] (Цар лъв)
- Дуейн Джонсън – Мауи[11] (Смелата Ваяна)
- Боб Джолс – Когсуърт (Красавицата и Звяра)
- Джуди Кън – Покахонтас
- Нейтън Лейн – Тимон[8] (Цар лъв)
- Люк Лоу – Флаундър (Малката русалка)
- Идина Мензел – Елза[8] (Замръзналото кралство)
- Джим Мескимен – Ийори (Мечо Пух и меденото дърво) / Мерлин (Мечът в камъка)
- Пьотър Майкъл – Яго (Аладин)
- Манди Мур – Рапунцел (Рапунцел и разбойникът)
- Пейдж О'Хара – Бел[8]
- Реймънд Пърси – Бързака (Зоотрополис)
- Иън Р'Манте – Тропчо (Бамби)
- Джон Райли – Разбивачът Ралф (Разбивачът Ралф)
- Финикс Райзър – Маугли (Книга за джунглата)
- Кейтлин Роброк – Мини Маус
- Аника Нони Роуз – Тиана[8] (Принцесата и жабокът)
- Лея Салонга – Мулан[8] (Мулан)
- Лий Слоботкин – Питър Пан (Питър Пан)
- Натали Бабит Тейлър – Снежанка
- Джош Робърт Томпсън – Сърдитко (Снежанка и седемте джуджета)
- Кели Мари Тран – Рая (Рая и последният дракон)
- Алън Тюдик – Лудия шапкар (Алиса в Страната на чудесата)
- Скот Уайнгър – Аладин
- Ричард Уайт – Гастон (Красавицата и Звяра)
- Харланд Уилямс – Карл (Семейство Робинсън)
- Даниел Улф – Робин Худ (Робин Худ)
- Джеймс Уудс – Хадес (Херкулес)
- Майкъл Леон-Ули – Луис (Принцесата и жабокът)

### Архивни записи
- Стан Александър – Цвете (Бамби)
- Стивън Андерсън – Човек с бомбе (Семейство Робинсън)
- Бил Бакум – Тръсти (Лейди и Скитника)
- Питър Бен – Тропчо (Бамби)
- Ерик Блор – Г-н Тоуд (Приключенията на Икабод и мистър Тоуд)
- Пат Каръл – Урсула (Малката русалка)
- Чарли Калас – Елиът (Драконът на Пити)
- Боби Дрискол – Питър Пан (Питър Пан)
- Клиф Едуардс – Щуреца Джимини[12] (Пинокио)
- Върна Фелтън – Флора (Спящата красавица)
- Джоузеф Гордън-Левит – Джим Хокинс (Планетата на съкровищата)
- Робърт Гийом – Рафики (Цар лъв)
- Стърлинг Холоуей – Чеширския котак (Алиса в Страната на чудесата) / Каа (Книга за джунглата) / Мечо Пух
- Били Джоуъл – Доджър (Оливър и приятели)
- Чарлс Джуделс – Стромболи (Пинокио)
- Барбара Лъди – Лъчезария (Спящата красавица)
- Джеймс Макдоналд – Жак и Гюс (Пепеляшка)
- Боб Нюхарт – Бърнард (Спасителите)
- Кларънс Наш – Доналд Дък
- Адам Райън – Коуди (Спасителите в Австралия)
- Крис Сандърс – Стич (Лило и Стич)
- Сара Силвърман – Ванилъпи вон Шуиц (Разбивачът Ралф)
- Дейвид Спейд – Кузко (Омагьосаният император)
- Марк Уолтън – Рино (Гръм)
- Франк Уелкър – Абу (Аладин) / Джоана (Спасителите в Австралия)
- Робин Уилямс – Джин[10] (Аладин)
- Алън Янг – Скрудж Макдък (Коледната песен на Мики)

## Анимация
Ерик Голдбърг служи като началник на рисуваната анимация, а Андрю Феликано е началник на компютърната анимация. Заедно с аниматорите на рисуваната анимация, събрани за късометражния филм, са сегашните аниматори на Дисни – Марк Хен, Ранди Хейкок, Алекс Купършмидт, и Бърт Клейн, които осигуриха анимацията за филма, както и бившите аниматори на Дисни – Джеймс Бакстър, Рубен Акуино, Тони Банкрофт, Ник Раниери и Уил Фин; аниматорите работеха за всички герои, които са предишно анимирани за другите класически герои; Бакстър помоли режисьорите да работят за героите от „Бамби“, който негов филм в неговото детство. Голдбърг събра аниматорите в компютърната анимация, които също имат вдъхновение в рисуваната анимация. Чираците на рисуваната анимация са наети да осигурят анимацията за късометражния филм. Героите бяха анимирани по начин за художествения стил на оригиналните филми.
Почти 80% от анимацията на късометражния филм е рисуван.

## Музика
Дейв Мецгер композира музиката в късометражния филм.

## Премиера
Премиерата на филма се състои в международния фестивал на анимационния филм „Анси“ по време на откриването на церемонията, състояща се на 11 юни 2023 г. Първоначално е бъде показан публично по ABC на 15 октомври 2023 г. като част от The Wonderful World of Disney: Disney's 100th Anniversary Celebration с водеща Кели Рипа, а след това се излъчен на 16 октомври 2023 г. в стрийминг платформите Дисни+ и Хулу и телевизионния канал Дисни Ченъл.